# Wang Ming-Dao
Wang Ming-Dao  (chinês: 王明道; pinyin: Wàng Míngdào; Wade-Giles: Wang4 Ming2-Tao4) (Pequim, 28 de julho de 1900  — Xangai, 25 de julho de 1991) era um pastor protestante independente chinês e evangelista preso por sua fé por parte do governo chinês de 1955 até 1980.